# Kanurennsport-Europameisterschaften 2001
Die Kanurennsport-Europameisterschaften 2001 fanden in Mailand in Italien statt. Es waren die 14. Europameisterschaften, Ausrichter war der Europäische Kanuverband ECA.

## Ergebnisse
Insgesamt wurden Wettbewerbe in 27 Kategorien ausgetragen, davon  9 für Frauen.

### Herren

#### Kanadier
| Disziplin | Disziplin | Gold                                                                              | Leistung     | Silber                                                                | Leistung     | Bronze                                                                      | Leistung     |
| --------- | --------- | --------------------------------------------------------------------------------- | ------------ | --------------------------------------------------------------------- | ------------ | --------------------------------------------------------------------------- | ------------ |
| C1        | 200 m     | Dmitry Sabin                                                                      | 41,257 s     | Maxim Opalew                                                          | 41,397 s     | Andreas Dittmer                                                             | 41,445 s     |
| C1        | 500 m     | György Kolonics                                                                   | 1:50,284 min | Andreas Dittmer                                                       | 1:50,408 min | Maxim Opalew                                                                | 1:51,944 min |
| C1        | 1000 m    | Andreas Dittmer                                                                   | 3:52,858 min | György Kolonics                                                       | 3:53,578 min | Martin Doktor                                                               | 3:57,210 min |
| C2        | 200 m     | RumänienMikhail Vartolomei Ionel Averian                                          | 37,885 s     | PolenDaniel Jędraszko Paweł Baraszkiewicz                             | 38,149 s     | UngarnGyörgy Kozmann Imre Feil                                              | 38,329 s     |
| C2        | 500 m     | RumänienMitică Pricop Florin Popescu                                              | 1:42,892 min | RusslandAlexander Kostoglod Alexander Kowaljow                        | 1:43,764 min | SpanienJosé Alfredo Bea David Mascato                                       | 1:44,212 min |
| C2        | 1000 m    | RumänienMitică Pricop Florin Popescu                                              | 3:36,320 s   | SpanienJosé Alfredo Bea David Mascato                                 | 3:36,724 min | RusslandAlexander Kowaljow Alexander Kostoglod                              | 3:37,052 min |
| C4        | 200 m     | TschechienKarel Kožíšek Jan Břečka Petr Fuksa Petr Procházka                      | 33,832 s     | RumänienIonel Averian Mikhail Vartolomei Florin Popescu Mitică Pricop | 34,364 s     | PolenAndrzej Jezierski Daniel Jędraszko Paweł Baraszkiewicz Michał Gajownik | 34,508 s     |
| C4        | 500 m     | RusslandKonstantin Fomitschow Wladislaw Polsunow Wladimir Ladoscha Andrei Kabanow | 1:32,550 min | RumänienIonel Averian Mikhail Vartolomei Florin Popescu Iosif Anisim  | 1:32,582 min | PolenMarcin Grzybowski Adam Ginter Roman Rynkiewicz Marcin Kobierski        | 1:33,894 min |
| C4        | 1000 m    | RusslandAlexei Wolkonski Wladimir Ladoscha Roman Krugljakow Konstantin Fomitschow | 3:16,879 min | UngarnGábor Ivan Béla Belicza György Zala György Kozmann              | 3:18,175 min | PolenRoman Rynkiewicz Michał Gajownik Andrzej Jezierski Adam Ginter         | 3:18,799 min |

#### Kajak
| Disziplin | Disziplin  | Gold                                                                    | Leistung     | Silber                                                                | Leistung     | Bronze                                                                           | Leistung     |
| --------- | ---------- | ----------------------------------------------------------------------- | ------------ | --------------------------------------------------------------------- | ------------ | -------------------------------------------------------------------------------- | ------------ |
| K1        | 200 Meter  | Ronald Rauhe                                                            | 36,063 s     | Vince Fehérvári                                                       | 36,459 s     | Pavel Hottmar                                                                    | 36,627 s     |
| K1        | 500 Meter  | Ákos Vereckei                                                           | 1:39,505 min | Michael Kolganov                                                      | 1:39,949 min | Emilio Merchán Alonso                                                            | 1:41,053 min |
| K1        | 1000 Meter | Lutz Liwowski                                                           | 3:30,238 min | Ákos Vereckei                                                         | 3:30,658 min | Eirik Verås Larsen                                                               | 3:30,922 min |
| K2        | 200 Meter  | DeutschlandTim Wieskötter Ronald Rauhe                                  | 32,832 s     | UngarnVince Fehérvári Róbert Hegedűs                                  | 32,880 s     | PolenMarek Twardowski Adam Wysocki                                               | 32,988 s     |
| K2        | 500 Meter  | DeutschlandTim Wieskötter Ronald Rauhe                                  | 1:29,868 min | UngarnKrisztián Bártfai Krisztián Veréb                               | 1:30,488 min | PolenMarek Twardowski Adam Wysocki                                               | 1:30,520 min |
| K2        | 1000 Meter | NorwegenNils Olav Fjeldheim Eirik Verås Larsen                          | 3:14,382 min | UngarnKrisztián Veréb Krisztián Bártfai                               | 3:14,364 min | DeutschlandMarc Westphalen Marco Herszel                                         | 3:16,130 min |
| K4        | 200 Meter  | UngarnGábor Horváth Róbert Hegedűs Vince Fehérvári István Beé           | 30,709 s     | RusslandJewgeni Salachow Denis Turtschenkow Roman Sarubin Oleg Gorobi | 31,253 s     | RumänienRomică Şerban Vasile Curuzan Marian Băban Geza Magyar                    | 31,301 s     |
| K4        | 500 Meter  | RusslandDenis Turtschenkow Alexander Iwanik Andrei Tissin Roman Sarubin | 1:20,905 min | SlowakeiRichard Riszdorfer Michal Riszdorfer Erik Vlček Juraj Bača    | 1:21,057 min | BelarusWadsim Machneu Raman Petruschenka Aljaksej Abalmassau Aliaksei Shurkovski | 1:21,933 min |
| K4        | 1000 Meter | SlowakeiJuraj Bača Erik Vlček Richard Riszdorfer Michal Riszdorfer      | 2:53,307 min | DeutschlandAndreas Ihle Mark Zabel Björn Bach Stefan Ulm              | 2:53,471 min | BelarusAliaksei Shurkovski Aljaksej Abalmassau Raman Petruschenka Wadsim Machneu | 2:54,883 min |

### Frauen

#### Kajak
| Disziplin | Disziplin  | Gold                                                                              | Leistung     | Silber                                                                  | Leistung     | Bronze                                                                            | Leistung     |
| --------- | ---------- | --------------------------------------------------------------------------------- | ------------ | ----------------------------------------------------------------------- | ------------ | --------------------------------------------------------------------------------- | ------------ |
| K1        | 200 Meter  | Szilvia Szabó                                                                     | 42,336 s     | Elżbieta Urbańczyk                                                      | 42,348 s     | Katrin Wagner                                                                     | 43,448 s     |
| K1        | 500 Meter  | Katalin Kovács                                                                    | 1:51,163 min | Josefa Idem                                                             | 1:51,375 min | Katrin Wagner                                                                     | 1:53,015 min |
| K1        | 1000 Meter | Josefa Idem                                                                       | 3:54,190 min | Katalin Kovács                                                          | 3:54,858 min | Katrin Wagner                                                                     | 3:55,810 min |
| K2        | 200 Meter  | SpanienSonia Molanes Beatriz Manchón                                              | 38,405 s     | UngarnErzsébet Viski Kinga Dékány                                       | 38,593 s     | PolenBeata Sokołowska-Kulesza Aneta Pastuszka-Konieczna                           | 39,145 s     |
| K2        | 500 Meter  | UngarnKinga Bóta Szilvia Szabó                                                    | 1:41,307 min | SpanienSonia Molanes Costa Beatriz Manchón                              | 1:42,511 min | BelarusNatallja Bandarenka Olesya Bakunova                                        | 1:43,911 min |
| K2        | 1000 Meter | DeutschlandManuela Mucke Nadine Opgen-Rhein                                       | 3:38,419 min | PolenBeata Sokołowska-Kulesza Joanna Skowroń                            | 3:39,507 min | UngarnKrisztina Fazekas Ágnes Szabó                                               | 3:39,555 min |
| K4        | 200 Meter  | UngarnKinga Dékány Krisztina Fazekas Erzsébet Viski Kinga Bóta                    | 36,115 s     | SpanienBelén Sánchez Teresa Portela María Isabel García Ana María Penas | 36,315 s     | PolenKarolina Sadalska Aneta Pastuszka-Konieczna Dorota Kuczkowska Joanna Skowroń | 36,831 s     |
| K4        | 500 Meter  | UngarnKinga Bóta Erzsébet Viski Szilvia Szabó Katalin Kovács                      | 1:34,094 min | DeutschlandAnett Schuck Manuela Mucke Katrin Wagner Nadine Opgen-Rhein  | 1:35,714 min | SpanienBelén Sánchez María Isabel García Teresa Portela Ana María Penas           | 1:35,834 min |
| K4        | 1000 Meter | UkraineInna Osipenko-Radomska Tatiana Semikina Hanna Balabanowa Natalia Fiklisova | 3:22,528 min | BelarusOlesya Bakunova Natallja Bandarenka Svetlana Vakula Alena Bets   | 3:22,636 min | UngarnKinga Dékány Eszter Rasztótsky Katalin Móni Ágnes Szabó                     | 3:23,304 min |

## Medaillenspiegel
| Platz  | Land        | Gold | Silber | Bronze | Gesamt |
| ------ | ----------- | ---- | ------ | ------ | ------ |
| 1      | Ungarn      | 8    | 9      | 3      | 20     |
| 2      | Deutschland | 6    | 3      | 5      | 14     |
| 3      | Russland    | 3    | 3      | 2      | 8      |
| 4      | Rumänien    | 3    | 2      | 1      | 6      |
| 5      | Ukraine     | 2    | 0      | 0      | 2      |
| 6      | Spanien     | 1    | 3      | 3      | 7      |
| 7      | Slowakei    | 1    | 1      | 0      | 15     |
| 7      | Italien     | 1    | 1      | 0      | 2      |
| 9      | Tschechien  | 1    | 0      | 2      | 3      |
| 10     | Norwegen    | 1    | 0      | 1      | 2      |
| 11     | Polen       | 0    | 3      | 7      | 10     |
| 12     | Belarus     | 0    | 1      | 3      | 4      |
| 13     | Israel      | 0    | 1      | 0      | 1      |
| Gesamt |             | 27   | 27     | 27     | 81     |